# Altershausen (Wilhelm Raabe)
Altershausen ist der letzte Roman von Wilhelm Raabe. 1899 bis 1902 entstanden, erschien das Fragment 1911 posthum bei Otto Janke in Berlin.
Frau und Kind des Wirklichen Geheimen Obermedizinalrats Professor Dr. med. Friedrich Feyerabend ruhen seit langem auf dem Friedhof. Als Mediziner hoch dekoriert, wendet sich Feyerabend, Fritze genannt, nach der offiziellen Feier seines 70. Geburtstages von dem Trubel ab und begibt sich auf die „Lebens-Heimweh-Fahrt“ nach Altershausen, dem Städtchen seiner Geburt.

## Inhalt
Feyerabend, in seinem Fach über Ländergrenzen hinweg bekannt, will in Altershausen Ludwig Bock, Ludchen genannt, aus dem Nachbarhaus aufsuchen. Sechzig Jahre hat der Professor seinen ersten und besten Freund nicht gesehen. Nun möchte er mit ihm über die damalige gemeinsame Kaninchenzucht sprechen. Das Spazierengehen will Feyerabend in Altershausen auch wieder erlernen. Er hofft, dass Ludchen noch lebt.
Am Abend bei seiner Ankunft in Altershausen begegnet der Professor dem Freunde schon auf dem Bahnsteig. Dieser stellt sich als Ludchen vor und hält den Ankömmling zunächst für einen Fremden, dem er, trotz seines eigenen Alters, kindisch-vergnügt lachend anbietet, das Gepäck zum Hotel zu tragen. In die offen hingehaltene Hand legt der Professor ihm dann einen Taler.
Der Reisende steigt inkognito im Ratskeller am Markt ab und nimmt ein Zimmer mit Blick auf das Vaterhaus. Noch am Abend der Ankunft betastet Feyerabend auf einem ersten Erkundungsgang Beplankungen an den Gärten, Mauersteine, Pfosten an den Toren und auch Schlösser. Auf den Spaziergängen der darauf folgenden Tage ergibt sich – es ist alles noch so, wie es war.
Bei der nächsten Begegnung mit Ludchen vollbringt der Professor das vorher niemals Geglaubte – wird Kind für einen halben Tag, wird für ein Weilchen Idiot wie Ludchen. Bei diesem Bemühn weiten sich die Kindertage scheinbar ins Unermessliche und Jahre angestrengter beruflicher Arbeit erscheinen auf einmal als nichtig. Ludchen scheint ihn nun wiederzuerkennen und spricht ihn mit „Fritze“ an.
Auf der Steinbank des Maienborns kommt es zu einer Begegnung mit der vergessenen Jugendfreundin Minchen Ahrens. Von dem „alten Mädchen“, der Pflegerin des „unbeholfenen greisen Kindes“, erfährt Fritze, sein Freund Ludchen ist als Junge vom Baum auf den Kopf gefallen und seitdem Kind geblieben – Minchens Kind. Fritze lässt sich noch die Kaninchenzucht des Freundes zeigen.

## Zitat
- „So schönes Wetter, und – ich noch dabei“ murmelte der Greis.[4]

Der Blick des alten Mannes auf das schöne Wetter und die Freude, es noch mitzuerleben, bzw. das Gedenken an Verstorbene, die nicht mehr mit dabei sind, sind ein Motiv, das sich in verschiedenen Variationen durch den Roman zieht.

## Selbstzeugnis
- „Über das Fragment mag man sich später einmal wundern: es ist melancholisch-drollig genug.“[5]

## Rezeption
- Die zahlreichen Reaktionen der Zeitgenossen – wie sie Hoppe[6] gesammelt hat – sind warmherzig-wohlmeinend. Es gibt nur wenige Ausnahmen. So will zum Beispiel Ludwig Lorenz am 17. Juli 1911 in der Berliner „Deutschen Tageszeitung“ sinkende „Gestaltungskraft“[7] bemerken.
- 39 Besprechungen listet Meyen[8] für die Jahre 1911 bis 1968 auf. Zum Beispiel hat der Journalist Theodor Heuss 1911 in seiner Zeitschrift „Die Hilfe“ das Werk in Berlin rezensiert.[9]
- Nach „Hastenbeck“ habe sich Raabe „Schriftsteller a. D.“ benannt. „Altershausen“ habe er „im Grunde für sich allein“ geschrieben.[10]
- Fuld nennt das Fragment autobiographisch[11], weist auf Raabes Erinnerung an das Jahr 48 hin[12] und auf den Wien-Aufenthalt im Juni 1859[13]. Nach Fuld könnte der Roman Fragment geblieben sein, weil Raabe die Rückkehr in die Kindheit als Zeichen der Vergreisung wohl bemerkt habe.[14] Fuld[15] spricht von Resignation und Erschöpfung.
- Zeller[16] hingegen bestreitet das oben genannte Autobiographische als Wesenselement und nennt den Roman auch nicht Fragment, sondern offenes, lückenhaftes, fortsetzbares Kunstwerk.[17]
- Die Persönlichkeit des Protagonisten dissoziiere im Erzählablauf.[18]

## Ausgaben

### Erstausgabe
- Altershausen. Im Auftrag der Familie Raabe herausgegeben und mit einem Nachwort versehen von Paul Wasserfall. Verlag Otto Janke, Berlin 1911.

### Verwendete Ausgabe
- Altershausen. S. 201–312 Mit einem Anhang, verfasst von Karl Hoppe, S. 475–499. in Karl Hoppe (Bearb.): Hastenbeck. Altershausen. Gedichte. 2. Auflage. Vandenhoeck & Ruprecht, Göttingen 2001. Bd. 20, ISBN 3-525-20140-0 In: Karl Hoppe (Hrsg.), Jost Schillemeit (Hrsg.), Hans Oppermann (Hrsg.), Kurt Schreinert (Hrsg.): Wilhelm Raabe. Sämtliche Werke. Braunschweiger Ausgabe. 24 Bde.

### Weitere Ausgaben
- Altershausen. Verlag Otto Janke, Berlin 1912.
- Altershausen. Verlag Hermann Klemm, Berlin 1916 und 1934 in „Sämtliche Werke“.
- Altershausen. Roman. Mit einem Epilog von Andreas Maier. Insel Verlag, Berlin 2010 (Insel-Bücherei 1335) – ISBN 978-3-458-19335-7

## Hörbuch
- ungekürzt vorgelesen von Hans Jochim Schmidt, Vorleser Schmidt Hörbuchverlag. Länge: 261 Min, Format:  1 MP3-CD oder Download, ISBN 978-3-941324-58-9